# Philippe Biermé
Philippe Biermé, né le 25 juillet 1945 à Uccle (région de Bruxelles-Capitale), de père belge et de mère française, est un dessinateur, peintre et photographe.

## Biographie
Philippe Biermé naît le 25 juillet 1945 à Uccle, une commune bruxelloise. Il termine ses études à l’institut Saint-Luc à Ramegnies-Chin, d'abord dans la classe d’humanités et arts graphiques, ensuite trois années de photographie. 
Ses thèmes de prédilection sont : l'Égypte antique, l’œuvre d’Edgar P. Jacobs. Son œuvre est avant tout autobiographique.
La femme est son sujet favori. Ayant travaillé longtemps dans le monde de la bande dessinée au studio du Journal Tintin comme photograveur, gestion des films.
Travaillant de nombreuses années aux Éditions du Lombard, il est le confident et le plus proche collaborateur d’Edgar P. Jacobs et il devient le gestionnaire de la Fondation Jacobs. Il travaille aux Studios Jacobs qu'il dirige également un temps et qui, sous son contrôle, procède à la recolorisation de tous les albums de Blake et Mortimer au début des années 1980.

### Affaire des originaux d'Edgar P. Jacobs
En septembre 2017, il est impliqué dans un scandale de vente illégale d'originaux de Jacobs par l'intermédiaire de maisons d'enchères, d'experts et de marchands, dont l'expert d'Artcurial Eric Leroy et le marchand Daniel Maghen,. D'après Gaëtan Laloy, qui préside la Chambre belge des experts en bande dessinée, il est notoire que Jacobs avait confié toutes ses œuvres à la fondation Jacobs. Après des perquisitions chez Éric Leroy d'Artcurial et Daniel Maghen, le juge d’instruction Michel Claise inculpe Biermé, « soupçonné d’abus de confiance et de blanchiment », puis « libéré sous conditions ». Une nouvelle enquête du journaliste Jérôme Dupuis du journal Le Monde prolonge la première faite par Daniel Couvreur,,.

## Publications
- 1988 : À La recherche de Toutânkhamon, par Francis Youssef, Olivier Cair-Hélion, photographies de Philippe Biermé, dessins de René Follet, éd. Dargaud
- 1989 : Dossier : Le Mystère de la Grande Pyramide, photographies de Philippe Biermé, Éditions Blake et Mortimer
- 1994 : L’Égypte - La Belle au sable dormant, textes de Florence Quentin, photographies de Philippe Biermé, Studio Philippe Biermé
- 2004 : Chez Edgar P. Jacobs, dans l'intimité du père de Blake et Mortimer, par Philippe Biermé, en collaboration avec François-Xavier Nève, Éditions du Céfal
- 2007 : L’Énigme Jacobs - Tome 1, par Philippe Biermé, éd. Aux Dépens de l'Auteur[11]
- 2008 : L’Énigme Jacobs - Tome 2, par Philippe Biermé, éd. Aux Dépens de l'Auteur[12]
- 2010 : Edgar P. Jacobs, biographie du père de Blake et Mortimer - Tome 1, par Philippe Biermé, Charleroi, éd. L’Âge d’Or, 144 p.,  (ISBN 9782930556017)
- 2010 : Edgar P. Jacobs, biographie du père de Blake et Mortimer - Tome 2, par Philippe Biermé, Charleroi, L’Âge d’Or
- 2011 : Entretiens avec Philippe Biermé - Dans les secrets d’Edgar P. Jacobs[13], par Ludovic Gombert, Gomb-R Éditions,  (ISBN 978-2-9538950-0-1)
- 2011 : Le Retour d’Icare, les aventures du prince Icare, d'après les personnages d’Edgar P. Jacobs, Éditions Philippe Biermé
- 2014 : Edgar P. Jacobs, Album photos 1904-1945 - Trésors enfouis - Tome 1, par Philippe Biermé, Cobaprint éditeur
- 2015 : Edgar P. Jacobs, Album photos 1946-1987 - Trésors enfouis - Tome 2, par Philippe Biermé, Cobaprint éditeur
- 2017 : L'Énigme Jacobs, 1904-1987, Biographie d'un visionnaire, par Philippe Biermé,  (ISBN 978-2-9600333-5-9)
- 2020 : Le chemin de vie de l'utérus au sépulcre Hier, la vie est venue, tome 1, par Philippe Biermé,  (ISBN 978-2-9602177-3-5)
- 2021 : Philippe Biermé Artiste créateur - de 1964 à 2020,  (ISBN 978-2-9602177-6-6)